# Ringöffnung

Von oben nach unten: Katalytische Hydrierung von Cyclopropan und Cyclobutan, Bromierung von Cyclopropan und Ringöffnung eines Oxirans mit einem sekundären Amin.

Ringöffnung ist ein Reaktionstyp in der organischen Chemie. Dabei wird ein ringförmiges Edukt (Startmaterial) in ein offenkettiges Produkt umgewandelt.

## Bildung niedermolekularer Produkte
Als Edukte kommen Heterocyclen, wie Aziridine oder Epoxide (Oxirane) sowie Alicyclen, wie Cyclopropan, Cyclobutan oder deren Derivate in Frage. Diese Edukte weisen gespannte Ringsysteme auf, weil die Bindungswinkel deutlich vom Idealzustand abweichen, und sind somit reaktionsfreudig.

## Polymerchemie
Cycloalkene, wie Cyclopenten, lassen sich durch ringöffnende Metathese in kettenförmige Polymere umwandeln. Bei der Ringöffnungspolymerisation reagieren cyclische Monomere (meist Lactone oder Lactame) zu kettenförmigen makromolekularen Polyestern bzw. Polyamiden.